# ヴーヴ・クリコ

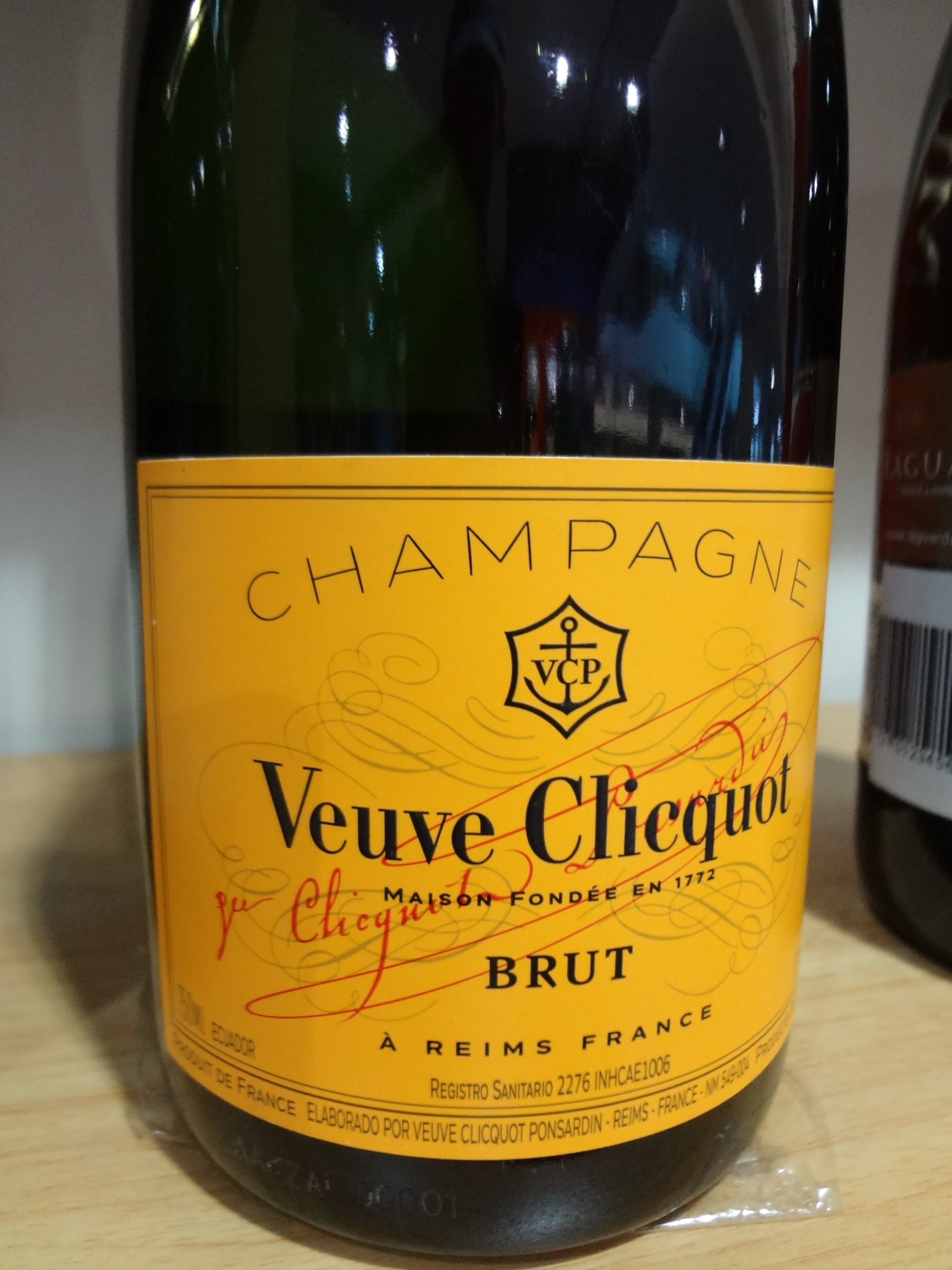

べウベ・クリコ'（Veuve Clicquot Ponsardin）はフランスのシャンパンのブランド。LVMHグループの企業が製造・販売している。

## 概要

### 設立
1772年にフィリップ・クリコ=ムイロンがランスに、多角事業を行う企業を「クリコ」の社名で設立した。その後フィリップの息子フランソワ・クリコが死去した後、フランソワの妻バルブ=ニコル・ポンサルダンが経営を引き継ぎ、シャンパン事業と他の事業を切り離し、1810年に「ベウベ・クリコ・ポンサルダン」と改名する（「ベウベ」は寡婦の意）。

### 拡大
その後、1803年に勃発し1815年まで続いたナポレオン戦争前後に生産数および販売数を拡大し、ロシア帝国の王室への売り込みに成功するなど、諸外国への輸出量も増加した。第一次世界大戦や第二次世界大戦でぶどう畑及び生産施設にダメージを受けるもののその後復活した。

### 現在
1987年に世界有数の高級ブランドのコングロマリットであるLVMH傘下に入り、その後は日本を含めた世界各国の市場で積極的に販売網を広げ、イギリスのエリザベス2世の御用達の指名を受けるなど、世界有数のシャンパンブランドとして君臨する。2009年には日本法人の業務清算に伴い、イギリスのディアジオとの合弁会社であるMHD モエ・ヘネシー ディアジオから発売される事となった。